# The Phenix City Story
The Phenix City Story is een Amerikaanse film noir uit 1955 onder regie van Phil Karlson.

## Verhaal
In Phenix City in Alabama viert de misdaad hoogtij. Advocaat John Patterson lanceert een plan om zijn vader aan de macht te brengen. De georganiseerde misdaad reageert daar met een golf van terreur op.

## Rolverdeling
| Acteur          | Personage           |
| --------------- | ------------------- |
| John McIntire   | Albert L. Patterson |
| Richard Kiley   | John Patterson      |
| Kathryn Grant   | Ellie Rhodes        |
| Edward Andrews  | Rhett Tanner        |
| Lenka Peterson  | Mary Jo Patterson   |
| Biff McGuire    | Fred Gage           |
| Truman Smith    | Ed Gage             |
| Jean Carson     | Cassie              |
| Kathy Marlowe   | Mamie               |
| John Larch      | Clem Wilson         |
| Allen Nourse    | Jeb Bassett         |
| James Edwards   | Zeke Ward           |
| Helen Martin    | Helen Ward          |
| Otto Hulett     | Hugh Bentley        |
| George Mitchell | Hugh Britton        |